# Gare d'Enafors
La gare d’Enafors (suédois: Enafors station) est une gare ferroviaire suédoise à Enafors sur le territoire de la commune d'Åre dans le comté de Jämtland.

## Histoire

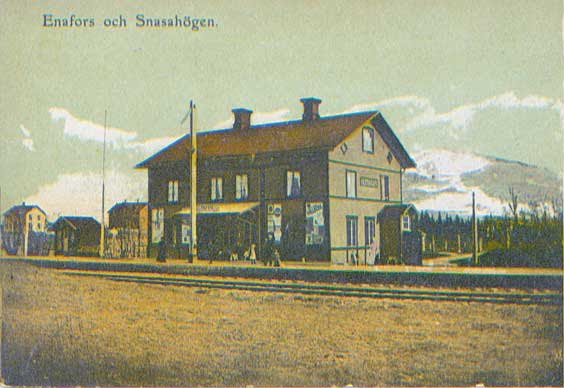
Carte postale montant la gare avant 1900

Le bâtiment de la gare, qui a été terminé en 1881, est construit sur deux étages avec une toit en pente. Les façades horizontales sont peintees en jaune, avec des moulures peints en blanc. La plupart des fenêtres sont à carreaux avec six boîtes[Quoi ?] et peintes en blanc. La salle d'attente a conservé son caractère fondamental et aujourd'hui est similaire qu’elle ne l’était entre 1940-50[pas clair]. Dans la salle d'attente sont des simples bancs de bois le long des murs avec un tableau montrant les zones touristiques aux environs d’Enafors.
Plusieurs gares le long de cette ligne ferroviaire sont construites en bois selon trois plans différents. La gare d’Enafors est la plus petite et la plus simple des trois types tout en étant la gare le mieux préservée de ce type le long du chemin de fer. Les bâtiments autour de la gare, y compris un entrepôt, donnent l’impression d’une gare bien conservée.